# Anil Kumar (ur. 1979)
Anil Kumar (ur. 1 marca 1979) – indyjski zapaśnik walczący w stylu klasycznym. Zajął 21. miejsce na mistrzostwach świata w 2009. Dziesiąty na igrzyskach azjatyckich w 2010 i dwunasty w 2006. Brązowy medalista mistrzostw Azji w 2009. Złoty medalista igrzysk wspólnoty narodów w 2010. Mistrz Wspólnoty Narodów w 2007 i 2011, a trzeci w 2009 roku.